# Bassac (Fluss)
Der Bassac (khm. ទន្លេបាសាក់; Tonle Bassac) ist der größte Mündungsarm des Mekong. Der Fluss teilt sich in Phnom Penh, Kambodscha, vom Mekong ab, fließt in südlicher Richtung und ist von Long Bình bis Pak Nam auf einer kurzen Strecke von rund 10 km Grenzfluss zwischen Kambodscha und Vietnam. In An Thường, rund 50 km nach Cần Thơ und 35 km vor der Mündung ins Südchinesische Meer im Mekongdelta, teilt er sich in zwei weitere Mündungsarme auf, deren nordöstlicher die Grenze zwischen den Provinzen Trà Vinh und Sóc Trăng bildet.
In Vietnam heißt der Fluss Hậu (Sông Hậu oder Hậu Giang) oder „Unterer Mekong“ (und der eigentliche Mekong Tiền Giang oder Sông Tiền, „Oberer Mekong“).
Der Bassac ist ein wichtiger Transportweg zwischen Kambodscha und Vietnam, auf dem Lastkähne und andere Wasserfahrzeuge verkehren.
Die USS Satyr (ARL-23), ein ursprünglich für die USA während des Zweiten Weltkriegs gebautes, wieder in Dienst gestelltes Reparaturschiff, diente während des Vietnamkriegs auf dem Bassac.
Den Bassac überspannen vier Brücken: die Monivong-Brücke in Phnom Penh, die Ta-Khmao-Brücke in Ta Khmao, die Koh-Thom-Brücke bei Koh Thom, sowie die Cần-Thơ-Brücke, die größte Schrägseilbrücke in Südostasien, bei Cần Thơ in Vietnam.

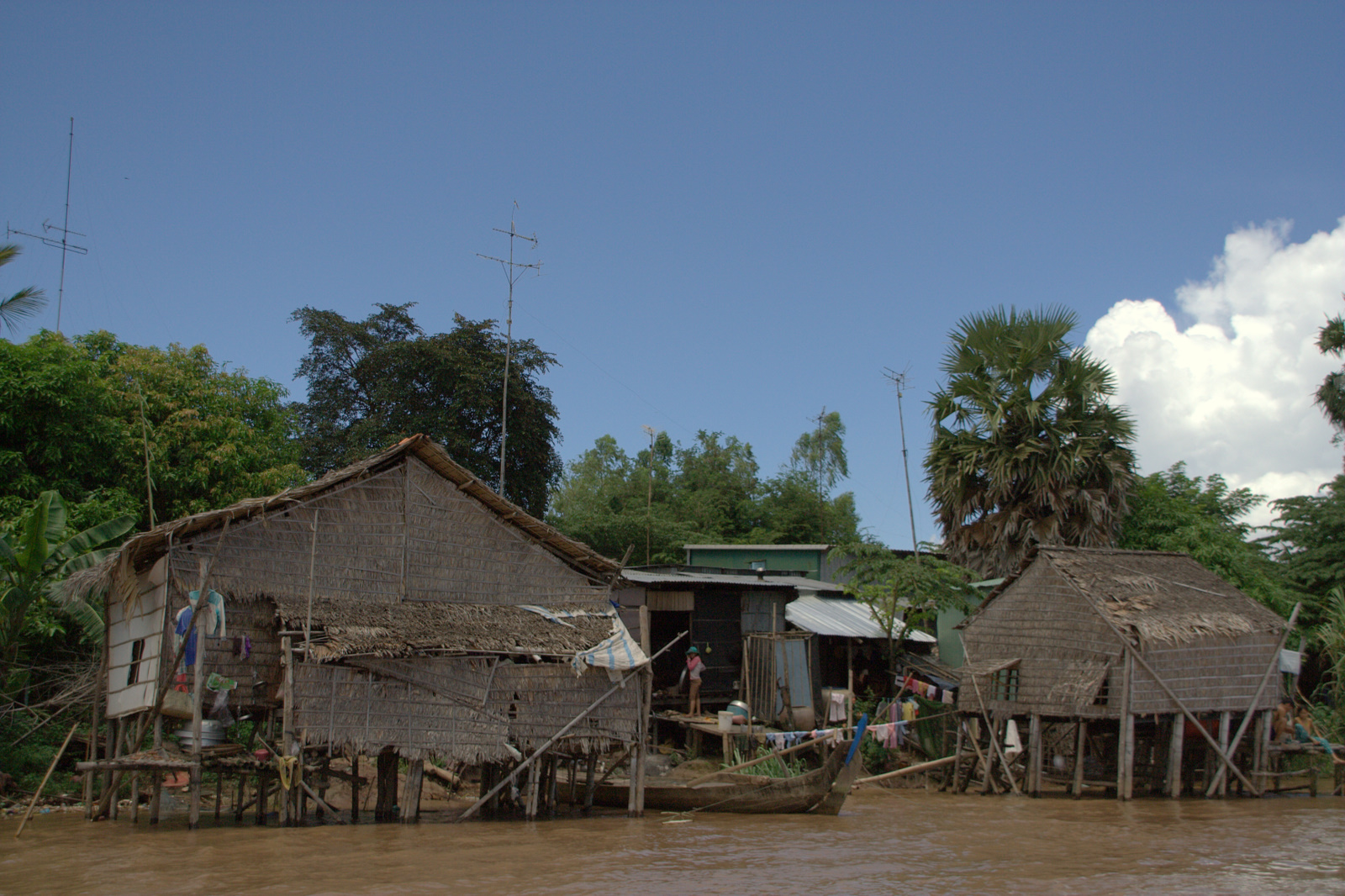
Pfahlbauten am Ufer des Bassac
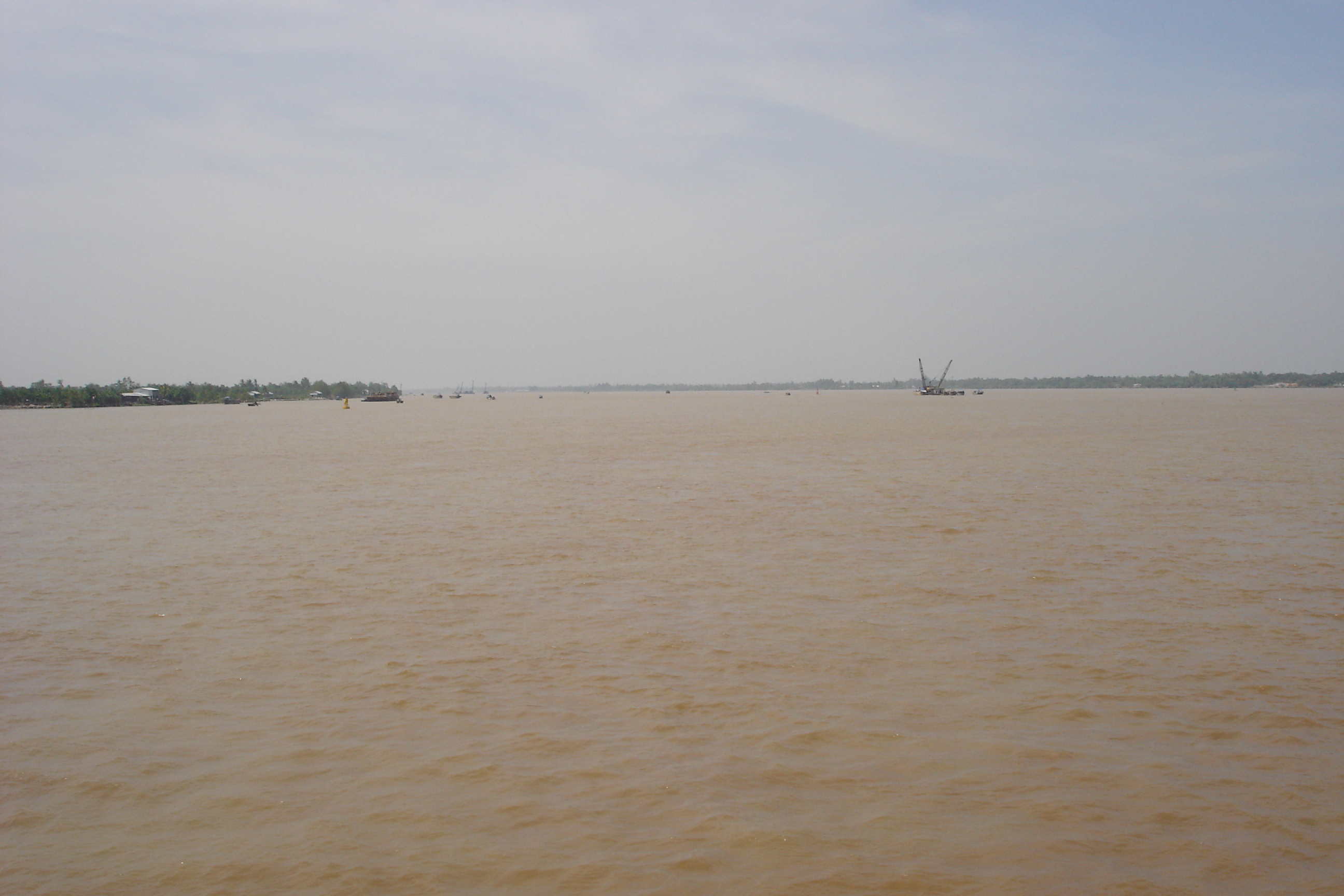
Der weite Bassac nahe Cần Thơ im Mekongdelta
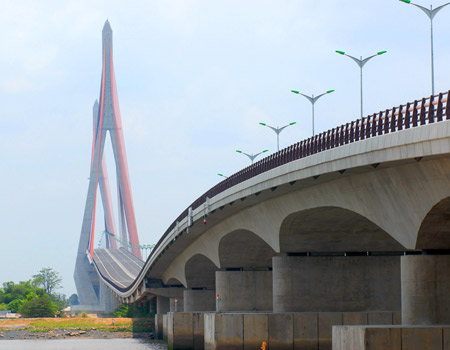
Brücke über den Bassac bei Cần Thơ

Das südlaotische Königreich Champasak sowie dessen gleichnamige Hauptstadt am Westufer des Mekong waren während der Kolonialzeit auch als Bassac bekannt, wobei kein näherer Zusammenhang zum Fluss besteht.